# Asín de Broto
Asín de Broto ist ein spanischer Ort in den Pyrenäen in der Provinz Huesca der Autonomen Gemeinschaft Aragonien. Der Ort gehört zur Gemeinde Broto. Asín de Broto hatte im Jahr 2015 21 Einwohner.

## Geografie
Asín de Broto liegt im Valle de Broto.

## Geschichte
Asín de Broto erlebte im 16. Jahrhundert seine größte Blüte, als sich die Textilherstellung im Ort entwickelte. 

## Sehenswürdigkeiten

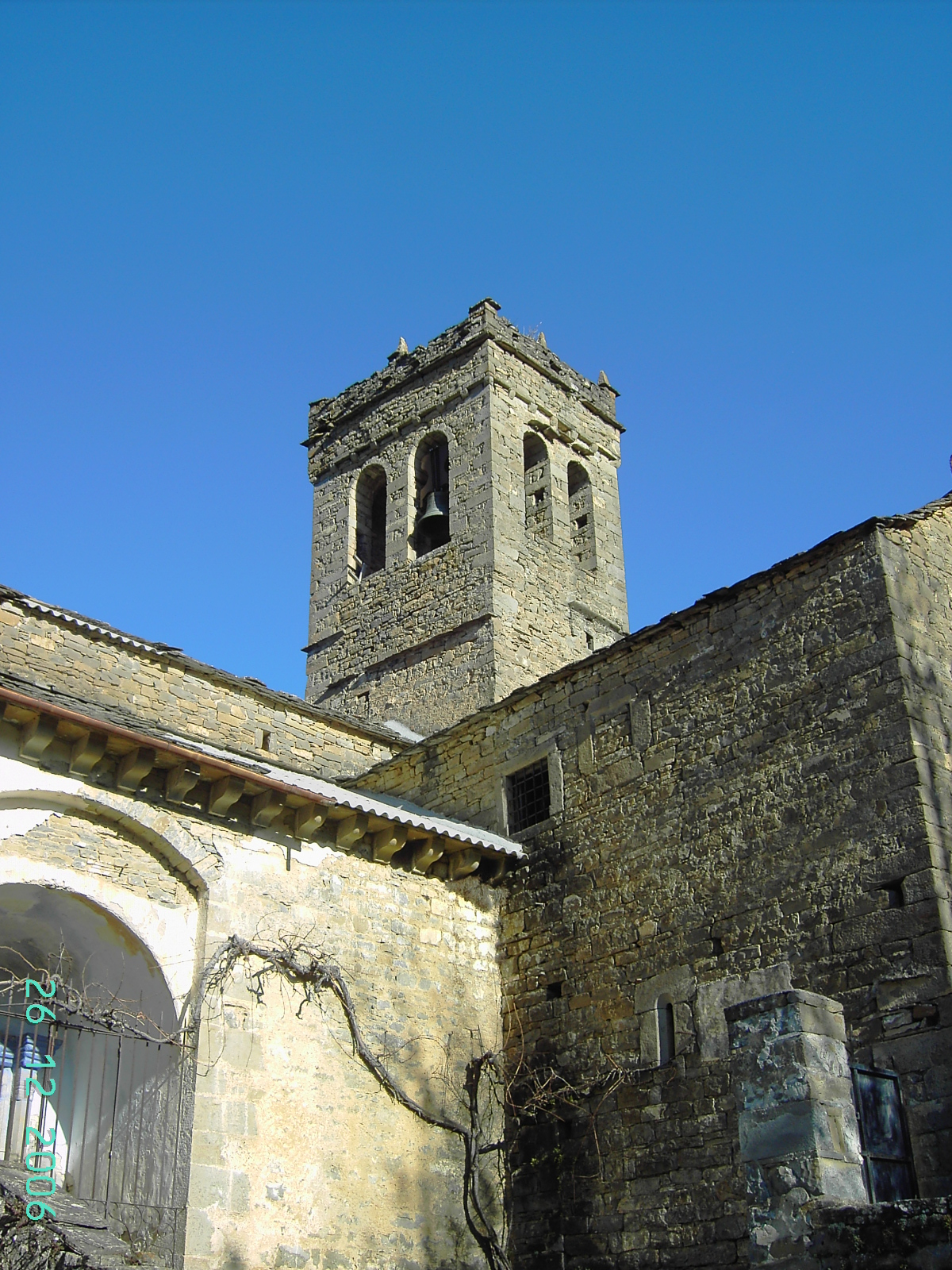
Kirche San Bartolomé

- Kirche San Bartolomé, erbaut im 16./17. Jahrhundert (Bien de Interés Cultural)
- Esconjuradero (Bien de Interés Cultural)
- Ermita de San Mamés y Cristo